# A. Petersen

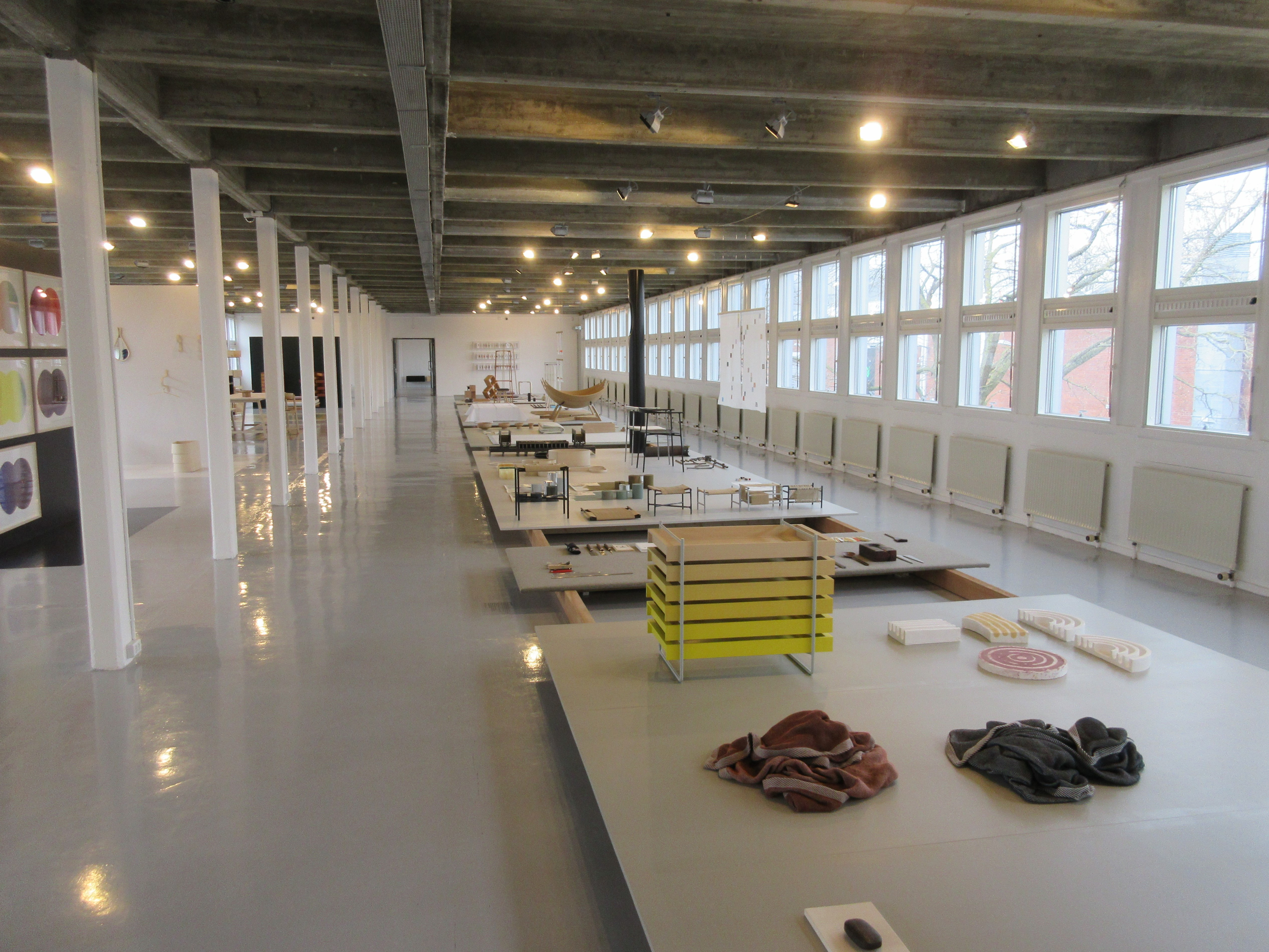
Espaço de exposição de A. Petersen no primeiro andar

A. Petersen é um centro de artes e ofícios situado em Kløvermarksvej, em Amager, em Copenhaga, Dinamarca. As actividades compreendem uma oficina de manufactura que facilita a colaboração entre designers, arquitectos e artesãos, um espaço de exposição no primeiro andar e uma loja de artesanato, além de apresentações e outros eventos.

## História
A. Petersen foi fundada em 1 de novembro de 2014 por Andreas Petersen. Em maio de 2017, Politiken escreveu que A. Petersen está "se tornando um dos centros mais importantes de artes e ofícios contemporâneos em Copenhaga".